# Dinguiraye (prefektura)

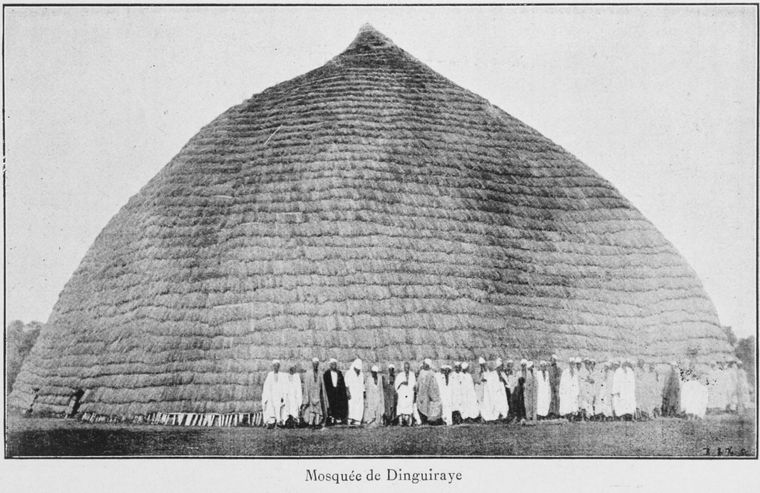

Dinguiraye – prefektura w północnej części Gwinei, w regionie Faranah. Zajmuje powierzchnię 7965 km². W 1996 roku liczyła ok. 137 tys. mieszkańców. Siedzibą administracyjną prefektury jest miejscowość Dinguiraye.